# هالینگبورن
هالینگبورن (به انگلیسی: Hollingbourne) یک روستا و محله مدنی در بریتانیا است که در Maidstone واقع شده‌است. هالینگبورن ۸۵۸ نفر جمعیت دارد.